# Валдемар I (Анхалт)
Валдемар I (на немски: Waldemar I von Anhalt-Zerbst, † 3 септември 1367 или 7 януари 1368) от род Аскани е княз на княжество Анхалт-Цербст от 1316 до 1368 г.
Той е вторият син на княз Албрехт I († 1316) и втората му съпруга Агнес († 1329), дъщеря на маркграф Конрад от Бранденбург-Стендал от род Аскани и полската княгиня Констанция от род Пясти.
След смъртта на баща му през 1318 г. чичо му по майчина линия маркграф Валдемар от Бранденбург († 1319) поема опекунството над него и брат му Албрехт II (1306–1362). По-късно двамата братя управляват заедно. Валдемар има резиденция в Десау, а Албрехт в Цербст или Кьотен.
Двамата братя получават при изчезването на Асканите в Бранденбург (1320) влиянието над Цербст, Маркграфство Ландсберг и Пфалцграфство Саксония, а маркграфството Бранденбург е дадено от император Лудвиг IV на син му Лудвиг II.
През 1348 г. се появява фалшивият Валдемар († 1356), върнал се от поклонение до Йерусалим, който получава от Карл IV маркграфството Бранденбург от 1348 до 1350 г. Двамата братя помагат за неговото изоблечение.
Брат му Албрехт II умира през 1362 г. и Валдемар управлява заедно с племенника си Йохан II.
Валдемар е последван след смъртта му от син му Валдемар II, който управлява заедно с братовчед си Йохан II.

## Фамилия
Валдемар I се жени пр. 22 юни 1344 г. за Елизабет фон Саксония-Витенберг († 1353), дъщеря на Рудолф I от Саксония-Витемберг, курфюрст на Саксония и херцог на Саксония-Витемберг и първата му съпруга маркграфиня Юта (Бригита) от Бранденбург († 1328), дъщеря на маркграф Ото V от Бранденбург. Те имат децата:
- Валдемар II († пр. 24 август 1371), княз на Анхалт-Цербст
- Беате († ок. 1379), монахиня в Косвиг (1375)
- София († сл. 6 януари 1412), монахиня в Косвиг (1375)
- Агнес († сл. 1375), монахиня в Косвиг (1375)
- Юдит († сл. 1375), монахиня в Косвиг (1375)
- (?) Гертруда († ок. 1371)

През 1365 г. Валдемар се жени втори път за Беатриче д’Есте (* 18 септември 1332, † 1387), дъщеря на Обицо III д’Есте († 1352), господар на Ферара и Модена. Двамата нямат деца.